# Мунго (озеро)
Мунго (англ. Lake Mungo) — высохшее озеро в юго-западной части Нового Южного Уэльса, Австралия.

## Описание
Ближайший крупный населённый пункт, в котором есть аэропорт — Милдьюра, расположен в 100 километрах к юго-западу от озера. Озеро Мунго, площадью 135 км², является центром одноимённого национального парка и одним из 19 пересохших озёр района Уилландра. В районе озера обнаружены самые древние кремированные человеческие останки на Земле, также озеро примечательно своими геомагнитными отклонениями. Восточный берег озера состоит из песчаных дюн («Китайская стена»), длина их цепочки 25—30 километров. Средняя высота дна высохшего озера над уровнем моря — 65 метров, средняя глубина была 10—15 метров, дюны вздымаются до 100 метров над уровнем моря.

## Геология, история
Возраст наносов дна бывшего озера оцениваются более чем в 100 000 лет. Несколько десятков тысячелетий назад озеро было заполнено чистой водой, что давало жизнь первобытным людям и крупным животным региона. Во время последнего ледникового периода озеро стало из пресного минеральным, от этого почва вокруг приобрела повышенную щёлочность. Несколько тысяч лет назад озеро полностью пересохло, но на дюнах выжила растительность, корневая система которой и помогла сохранить холмы до наших дней.
В 1880-х годах в районе бывшего озера появились первые европейские поселенцы. Они привезли с собой, как известно, несвойственных местной природе животных: кроликов, коз, овец, которые почти полностью уничтожили растительность «Китайской стены».
С 1981 года озеро Мунго стало центром одноимённого национального парка.

## Археология
В результате уничтожения растительности дюн восточного берега бывшего озера началась их эрозия. Под воздействием ветра почва обнажалась, что позволило сделать уникальные археологические и палеонтологические находки.
В 1969 году была обнаружена «мисс Мунго» (англ. Mungo Lady) — женский скелет, возраст которого первоначально был определён в 25 тыс. лет, а позднее — в 40 тыс. лет. На настоящий момент эта мисс считается самым древним кремированным человеком на Земле. В 1974 году был обнаружен и «мистер Мунго» (англ. Mungo Man) — мужской скелет, возраст которого первоначально был определён в 60 тыс. лет, а позднее — в те же самые 40 тыс. лет. На настоящий момент это самые древние человеческие останки на континенте. По косвенным признакам установлено, что люди жили в этом районе как минимум 50 тыс. лет назад.